# Ken Dancy
Kenneth „Ken“ Dancy (* 28. September 1958 in Chicago) ist ein ehemaliger US-amerikanisch-französischer Basketballspieler.

## Laufbahn
Der 1,98 Meter große Flügelspieler war in seinem Heimatland Mitglied der Hochschulmannschaften der University of Arkansas at Little Rock (NCAA, 1976 bis 1978) und der Chicago State University (NAIA, 1979/80). Für die University of Arkansas at Little Rock erzielte er in einem Spiel im Februar 1977 44 Punkte, was damals den zweitbesten Wert bedeutete, den ein Spieler der Hochschule bis dahin erreichte. Dancy kam in der Saison 1977/78 auf einen Mittelwert von 19,8 Punkten je Begegnung. Während seines Jahres an der Chicago State University wurde er ins All-America Second Team der NAIA berufen. Beim Draftverfahren der NBA im Jahr 1980 gingen die Rechte an Dancy an die Washington Bullets, die sich in der sechsten Auswahlrunde an 127. Stelle für den Flügelspieler entschieden.
Der Sprung in die NBA gelang Dancy nicht, in der Saison 1980/81 spielte er in der US-Liga CBA für die Lehigh Valley Jets. Anschließend wechselte er nach Frankreich und spielte dort bis zum Ende seiner Profilaufbahn. Nach zwei Jahren beim Pariser Verein Le Stade Français (1981 bis 1983) folgten die Stationen Étendard de Brest (1983/84), Caen BC (1984/85), erneut Le Stade Français (1985/86) und Tours BC (1986 bis 1988). Während seiner Zeit in Tours nahm Dancy die französische Staatsbürgerschaft an. In der Saison 1987/88 erzielte er in der französischen Liga 20,9 Punkte je Begegnung. 1988 wechselte er nach Limoges CSP und wurde mit CSP 1989 und 1990 französischer Meister, 1991 Vizemeister sowie 1990 Dritter im Europapokal der Landesmeister. Seinen Bestwert in Limoges im Ligabetrieb erreichte er 1989/90 mit 13,6 Punkten pro Partie.
Von 1991 bis 1997 spielte er für den Erstligisten Montpellier Basket (unterbrochen durch einen Halt beim Verein Castelnau in der Saison 1994/95), 1997/98 beim Zweitligisten Aix Maurienne Savoie Basket und danach bei Étoile Filante de Bastia (1998 bis 2000, teils Spielertrainer). Im Laufe seiner Karriere bestritt er zwei Länderspiele für Frankreich. Nach dem Ende seiner Spielerkarriere arbeitete er als Trainer und Schiedsrichter, 2011 wurde er Sportdirektor von Pérols Basket.